# 2011年亞洲冬季運動會冬季兩項比賽
2011年亞洲冬季運動會冬季兩項比賽於2011年1月31日至2月6日在阿拉木圖冬季兩項和越野滑雪場舉行。

## 獎牌榜
| 排名 | 国家／地区  | 金牌 | 银牌 | 铜牌 | 總數 |
| ---- | ----------- | ---- | ---- | ---- | ---- |
| 1    | （KAZ）     | 5    | 1    | 2    | 8    |
| 2    | 中国（CHN） | 1    | 3    | 3    | 7    |
| 3    | 日本（JPN） | 1    | 3    | 2    | 6    |
| 總計 | 總計        | 7    | 7    | 7    | 21   |

## 獎牌得主

### 男子
| 項目          | 金牌                                                                               | 银牌                                                  | 铜牌                                                           |
| 10公里競速    | Alexandr Chervyakov · （KAZ）                                                      | 任龍 · 中国（CHN）                                    | 永井順二 · 日本（JPN）                                         |
| 12.5公里追逐  | Alexandr Chervyakov · （KAZ）                                                      | 永井順二 · 日本（JPN）                                | 任龍 · 中国（CHN）                                             |
| 20公里個人    | 永井順二 · 日本（JPN）                                                             | 任龍 · 中国（CHN）                                    | Li Zhonghai · 中国（CHN）                                      |
| 4×7.5公里接力 | （KAZ） · Alexandr Chervyakov · Nikolay Braichenko · Yan Savitskiy · Dias Keneshev | 日本（JPN） · 永井順二 · 井佐英徳 · 猪股和弥 · 阿部悟 | 中国（CHN） · 任龍 · Zhang Chengye · Chen Haibin · Li Zhonghai |

#### 女子
| 項目        | 金牌                                                                                  | 银牌                                                           | 铜牌                                                            |
| 7.5公里競速 | 王春麗 · 中国（CHN）                                                                  | Yelena Khrustaleva · （KAZ）                                   | Marina Lebedeva · （KAZ）                                       |
| 15公里個人  | Yelena Khrustaleva · （KAZ）                                                          | 鈴木芙由子 · 日本（JPN）                                       | Marina Lebedeva · （KAZ）                                       |
| 4×6公里接力 | （KAZ） · Marina Lebedeva · Olga Poltoranina · Irina Mozhevitina · Yelena Khrustaleva | 中国（CHN） · 王春麗 · Tang Jialin · Xu Yinghui · Liu Yuanyuan | 日本（JPN） · 鈴木芙由子 · Itsuka Owada · 向井文子 · 阿部奈津子 |

## 外部連結
- 官方網站